# Gradski Stadion (Berane)
Das Gradski Stadion (deutsch Städtisches Stadion) ist ein Fußballstadion mit Leichtathletikanlage in der montenegrinischen Stadt Berane. Auch bekannt als Stadion pod Bogavskim brdom – Стадион под Богавским брдом (deutsch Stadion unter dem Bogavac Hügel) ist die Heimspielstätte der Fußballvereine FK Berane und FK Radnički Berane. 
Die Anlage wurde 1975 eröffnet und bietet Platz für 10.000 Zuschauer. 2018 wurde die Haupttribüne renoviert und überdacht. Es ist das größte Stadion im Nordosten Montenegros und das zweitgrößte in Montenegro nach dem Stadion pod Goricom in Podgorica, erfüllt aber nicht die Anforderungen der UEFA, sodass keine internationalen Spiele ausgetragen werden dürfen.